# Изоцианаты

Изоцианатная функциональная группа

Изоцианаты — органические соединения, содержащие функциональную группу −N=C=O. Большинство представляют собой бесцветные токсичные жидкости с резким запахом или кристаллические вещества. 

## Реакционная способность

### Реакции с нуклеофилами
Изоцианаты, будучи гетерокумуленами, являются активными электрофильными реагентами и реагируют с нуклеофилами по общей схеме:
{\displaystyle {\ce {R-N=C=O + NuH -> RNH-CO-Nu}}}
В случае пристутствия в нуклеофильной молекуле двух нуклеофильных центров направление реакции зависит от жёсткости/мягкости нуклеофильного центра реагента и электроотрицательности изоцианата. Так, при взаимодействии с ацетилацетоном электрондефицитных вследствие индуктивного эффекта тригалогенацетильной группы трихлорацетил- и трифторацетилизоцианатов реакция идёт по жёсткому кислородному центру с образованием O-аддукта в то время как фенилизоцианат даёт смесь O- и C-аддуктов.

#### Реакции с N-нуклеофилами
При взаимодействии с первичными и вторичными аминами они образуют замещённые мочевины:
{\displaystyle {\ce {R-N=C=O + R2NH -> RNH-CO-NR2}}}
Взаимодействие иминофосфоранов с изоцианатами по типу реакции Виттига является одним из методов синтеза карбодиимидов:
{\displaystyle {\ce {R-N=P-Ph3 + R'NCO -> R'-N=CN-R + Ph3P=O}}}
Изоцианаты также реагируют с амидами карбоновых кислот, образуя ацилмочевины, однако, из-за пониженной нуклеофильности азота амидов взаимодействие идёт в более жёстких, по сравнению с аминами условиях и в ряде случаев осложняется образованием побочных продуктов,:
{\displaystyle {\ce {R^1-N=C=O + RCONH2 -> R^1-NHCONH-COR}}}

#### Реакции с O- и S-нуклеофилами
При взаимодействии со спиртами и тиолами — карбаматы (уретаны) и тиокарбаматы:
{\displaystyle {\ce {R-N=C=O + RXH -> RNH-CO-XR}}}
{\displaystyle {\ce {R = O, S}}}
Изоцианаты гидролизуются водой до аминов и углекислоты:
{\displaystyle {\ce {R-N=C=O + H2O -> R-NH2 + CO2}}}
При нагреве арилизоцианатов с карбоновыми кислотами в диметилсульфоксиде сначала образуются нестабильные смешанные ангидриды, которые затем отщепляют {\displaystyle {\ce {CO2}}} с образованием N-замещённых амидов, побочной реакцией является образование ангидрида карбоновой кислоты, в которой изоцианат выступает в роли дегидратирующего агента,:
{\displaystyle {\ce {R-N=C=O + R^1COOH -> R-NH-CO-O-COR^1}}}
{\displaystyle {\ce {R-NH-CO-O-CORR^1 -> R^1CONHR + CO2}}}
В реакцию с изоцианатами также вступают триалкиламмониевые соли карбоновых кислот, в этом случае реакция идёт в растворе диметилформамида при комнатной температуре и даёт хорошие выходы N-замещённых амидов алифатических, ароматических и гетероароматических кислот.

#### Реакции с C-нуклеофилами
Изоцианаты и изотиоцианаты реагируют с реагентами Гриньяра и литийорганическими соединениями с образованием N-замещённых амидов карбоновых кислот,
{\displaystyle {\ce {R-N=C=X + R^1M -> R^1CXNHR}}}
{\displaystyle {\ce {X = O, S}}}, {\displaystyle {\ce {M = Li, MgHal}}}
при использовании в качестве катализатора дициклопентадиенилдихлорида титана {\displaystyle {\ce {Cp2TiCl2}}} взаимодействие алкилмагнийорганических соединений может идти с перестройкой углеродного скелета:
{\displaystyle {\ce {R-CH(CH3)MgBr + PhNCO ->[{\ce {Cp2TiCl2}}] RCH2CH2CONHPh}}}
Изоцианаты ацилируют еноляты кетонов и енамины, эта реакция используется как препаративный метод синтеза амидов β-кетокислот (β-кетоамидов),:
{\displaystyle {\ce {R^1-N=C=O + R^2-CH=C(X)R^3 -> R^3-CO-CHR^2-CONHR^1}}}
{\displaystyle {\ce {X = OLi, ONa, NR2}}}

#### Реакции с P-нуклеофилами
Изоцианаты реагируют с фосфорорганичесими соединениями, содержащими связь {\displaystyle {\ce {P-H}}} с образованием карбамоилпроизводных {\displaystyle {\ce {P-CONHR}}}.
Фосфин реагирует с арилизоцианатами в мягких условиях (комнатная температура, давление 2-4 атм) с образованием трикарбамоилфосфинов, выходы увеличиваются с ростом электрондефицитности изоцианата (13 % для фенил-, 55 % для p-хлорфенил- и 100 % для p-нитрофенилизоцианата):
{\displaystyle {\ce {3 Ar-N=C=O + PH3 -> (ArNHCO)3P}}}
Аналогично изоцианаты (и изотиоцианаты) реагируют и с первичными и вторичными фосфинами — с образованием соответствующих карбоксамидов, выходы при этом могут достигать 99 %:
{\displaystyle {\ce {R^1-N=C=O + R2PH -> R^1NHCOPR2}}},
а также с оксидами вторичных фосфинов и диалкилфосфитами,:
{\displaystyle {\ce {R^1-N=C=O + R2P(O)H -> R^1NHOCP(O)R2}}}
{\displaystyle {\ce {R^1-N=C=O + (RO)2P(O)H -> R^1NHOCP(O)(OR)2}}}
Триалкилфосфиты {\displaystyle {\ce {P(OR)3}}}, не содержащие связи {\displaystyle {\ce {P-H}}}, восстанавливают изоцианаты до изонитрилов, выходы при этом от низких для ароматических изоцианатов до средних для алифатических изоцианатов,.
Триалкил- и триарилфосфины в реакцию с изоцианатами не вступают (но, при этом, катализируют димеризацию изоцианатов в уретдионы) из-за нестабильности фосфониевого цвиттер-иона {\displaystyle {\ce {R3P+C(N=R)O-}}}, являющегося продуктом такого взаимодействия. Однако в случае взаимодействия изоцианатов с соединениями, являющимися внутримолекулярными фрустрированными Льюис-парами — в частности, содержащими фосфиновый и борановый фрагменты в гем- или виц-положениях, промежуточный фосфониевый цвиттер-ион «перехватывается» борановым фрагментом с переносом отрицательного заряда на атом бора и образованием стабильного пяти- или шестичленного цвиттер-иона.

### Окисление и восстановление
Изоцианатизоцианаты во влажном ацетоне с хорошими выходами окисляются диметилдиоксираном до нитросоединений:
{\displaystyle {\ce {RNCO ->[{\ce {[O]}}] RNO2}}}
Исчерпывающее восстановление изоцианатов сопровождается расщеплением связи N=C и ведёт к образованию соответствующих аминов, однако однако выбором соответствующего восстановителя изоцианаты могут быть восстановлены с сохранением связи углерод-азот с образованием изонитрилов, N-замещённых формамидов и метиламинов.
До изонитрилов изоцианаты могут быть восстановлены замещёнными силанами, в частности комплексом трихлорсилана с триэтиламином или дифенил-трет-бутилсилиллитием:
{\displaystyle {\ce {RNCO ->[{\ce {[H]}}] R-N+#C-}}}
Восстановление изонитрилов до N-замещённых формамидов идёт под действием алкоксиалюмогидридов лития при катализе реагентом Шварца (выходы до 95 %, нитро- и нитрильные группы не затрагиваются), триалкилсиланами при катализе хлоридом палладия, или пинаколборана с катализом комплексами магния (с образованием N-борилформамидов, которые далее гидролизуются):
{\displaystyle {\ce {RNCO ->[{\ce {[H]}}] R-NH-CHO}}}
Восстановление изоцианатов и изотиоцианатов алюмогидридом лития в эфире или бораном аммиака при катализе {\displaystyle {\ce {BF3.OEt2}}} ведёт к восстановлению карбонильной группы изоцианата до метильной группы с образованием соответствующих метиламинов:
{\displaystyle {\ce {RNCO ->[{\ce {[H]}}] R-NH-CH3}}}

### Циклоприсоединение
1,2-циклоприсоединение изоцианатов к алкенам используется для синтеза напряжённых N-замещённых β-лактамов, являющихся, в частности, структурным фрагментом антибиотиков пенициллинового ряда. Для получения незамещённых лактамов применяется N-хлорсульфонилизоцианат, способный присоединяться даже к простейшим незамещённым алкенам с лёгким удалением хлорсульфонильной группы. В реакции с 1,3-диенами N-хлорсульфонилизоцианат способен образовывать и продукты 1,4-циклоприсоединения.
Изоцианаты способны к димеризации с образованием уретдионов (1,2-азетидин-2,4-дионов), реакция катализируется триалкилфосфинами и, с меньшей эффективностью, третичными аминами (например, пиридином). Реакция обратима, при нагреве уретдионы разлагаются с образованием исходных изоцианатов:
Изоцианаты также могут тримеризоваться с образованием три-N-замещённых циануровых кислот, эта реакция катализируется слабыми основаниями (ацетатом калия, триэтиламином и т. п.).
Взаимодействие изоцианатов с N-замещёнными азиридинами при катализе йодидом никеля ведёт к [3+2] присоединению с образованием с хорошими иминооксазолидинов, которые в условиях реакции изомеризуются в имидазолидиноны.

## Синтез

### Изоцианаты из аминов
Наиболее распространённый метод синтеза изоцианатов — реакция аминов с фосгеном (фосгенирование аминов), реакция идёт в среде инертного растворителя через промежуточное образование карбамоилхлоридов:
{\displaystyle {\ce {RNH2 ->[{\ce {COCl2}}][-{\ce {HCl}}] RNHCOCl ->[][-{\ce {HCl}}] RNCO}}}
Этот метод является и основным промышленным методом синтеза изоцианатов.
В случае синтеза промышленно важных диизоцианатов, использующихся в производстве полиуретанов (толуилендиизоцианат, дифенилметандиизоцианат) фосгенирование ведут в две стадии:
- Синтез моноизоцианата фосгенированием диамина при относительно низкой температуре (холодное фосгенирование):
{\displaystyle {\ce {H2N-R-NH2 + COCl2 -> OCN-R-NH2.HCl}}}
- Синтез диизоцианата фосгенированием гидрохлорида аминоизоцианата при относительно высокой температуре (горячее фосгенирование):
{\displaystyle {\ce {OCN-R-NH2.HCl + COCl2 -> OCN-R-NCO + 2 HCl}}}

Другой метод синтеза изоцианатов, использующийся в промышленности — термическое разложение карбаматов:
{\displaystyle {\ce {R'-NH-COOR -> R'NCO + ROH}}}
Карбаматы, в свою очередь, могут быть получены реакцией соответствующего амина с мочевиной и спиртом:
{\displaystyle {\ce {R'-NH2 + (NH2)2CO + ROH -> R'-NH-COOR + 2 NH3}}}
либо взаимодействием амина с диалкилкарбонатами:
{\displaystyle {\ce {R'-NH2 + (RO)2CO -> R'-NH-COOR + ROH}}}
Такой «бесфосгенный» метод в промышленности используется для синтеза алифатических изоцианатов, в частности, гексаметилендиизоцианата.
В лабораторной практике вместо газообразного и опасного в обращении фосгена может быть использован оксалилхлорид — он реагирует с аминами и амидами с образованием соответствующих изоцианатов, отщепляя оксид углерода:
{\displaystyle {\ce {RNH2 + (COCl)2 -> RNCO + CO + 2 HCl}}}
Таким образом могут быть синтезированы как ацилизоцианаты, так и сульфонилизоцианаты.

### Изоцианаты из карбоновых кислот и их производных
Изоцианаты, гидролизующиеся in situ до аминов, также образуются в качестве промежуточных продуктов в перегруппировках Гофмана, Курциуса и Лоссена и могут быть выделены при проведении реакции в инертных растворителях:
Реакция Гофмана:
{\displaystyle {\ce {RCONH2 + Hal2 -> RCONHHal -> RNCO + HHal}}}
Реакция Курциуса:
{\displaystyle {\ce {RCOCl + NaN3 -> RCON3 -> RNCO + N2}}}
Перегруппировка Лоссена:
{\displaystyle {\ce {RC(O)-NH-OR' + OH- -> R'NCO + RCOO-}}}

### Присоединение изоциановой кислоты к алкенам
Изоцианаты также могут быть синтезированы присоединением изоциановой кислоты к алкенам, легче всего реагируют алкены с терминальной двойной связью и электрондонорным заместителем при двойной связи, например, виниловые эфиры:
{\displaystyle {\ce {RO-CH=CH2 + HNCO -> RO-CH(CH3)-N=C=O}}}
Аналогично с изоциановой кислотой реагируют и стирол и его гомологи, изопрен и другие алкены, проведение реакции с неактивированными электрондонорными заместителями алкенами идёт в более жёстких условиях и под действием катализаторов (эфират трифторида бора, p-толуолсульфокислота).

### Прочие методы
Изонитрилы окисляются до изоцианатов под действием разнообразных окислителей — оксида ртути(II), диметилсульфоксида и т. д., окисление диметилсульфоксидом используется как препаративный метод синтеза
{\displaystyle {\ce {R-N#C ->[{\ce {[O]}}] RNCO}}}
Изотиоцианаты с хорошими выходами окисляются диметилдиоксираном а ацетоне до изоцианатов:
{\displaystyle {\ce {R-N=C=S ->[{\ce {[O]}}] RNCO}}}
Амины взаимодействуют с диоксидом углегода условиях реакции Мицунобу с образованием изоцианатов, движущей силой реакции являетяс образование фосфиноксида:
{\displaystyle {\ce {R'NH2 + CO2 + AlkO2C-N(P+R3)-N- -CO2Alk -> R'NCO + AlkO2C-NH-NH-CO2Alk + R3P=O}}}
Реакция аминов с ди-трет-бутилтрикарбонатом идёт в мягких условиях и даёт изоцианаты с хорошими выходами, преимуществом этого метода является лёгкость синтеза и доступность ди-трет-бутилтрикарбоната, являющегося промежуточным продуктом в синтезе ди-трет-бутилдикарбоната — реагента для Boc-защиты аминогрупп:
{\displaystyle {\ce {RNH2 ->[{t-BuO(COO)3Bu-t}] RNCO}}}

## Применение
Основное промышленное применение изоцианатов — использование их в сочетании с многоатомными спиртами для дальнейшего синтеза полиуретанов. Метилизоцианат используется в синтезе пестицидов.

4,4-Метилендифенилдиизоцианат (MDI)

Объём мирового рынка изоцианатов в 2000 году составлял 4,4 миллиона тонн, из которых 61,3 % приходилось на метилендифенилдиизоцианат (МДИ), 34,1 % на толуилендиизоцианат (ТДИ), 3,4 % на гескаметилендиизоцианат (ГДИ) и 1,2 % на изофоронилдиизоцианат (ИФДИ).